# Bircza
Bircza – miasto w Polsce, położone w województwie podkarpackim, w powiecie przemyskim, siedziba miejsko-wiejskiej gminy Bircza. Leży na Pogórzu Przemyskim, nad rzeką Stupnica (dopływ Sanu), potokiem Korzenieckim i potokiem Korzonka.
Prywatne miasto szlacheckie lokowane w 1464 roku, w XVI wieku było położone w województwie ruskim. W 1784 roku, pod zaborem austriackim, przekształcona w miasteczko, którym pozostała do 1868 roku, kiedy to znów powróciła do rangi miasta. Po odzyskaniu przez Polskę niepodległości, Bircza pozostała przy historycznych prawach miejskich, lecz utraciła status gminy miejskiej, będąc zatem wiejską gminą jednostkową z prawami miejskimi w powiecie dobromilskim w województwie lwowskim. W następstwie założeń reformy gminnej w II RP, Bircza utraciła prawa miejskie 1 sierpnia 1934, wchodząc w skład nowo utworzonej zbiorowej gminy Bircza. W latach 1934–1954 siedziba wiejskiej gminy Bircza (od 1945 w powiecie przemyskim w województwie rzeszowskim), 1954–1972 gromady Bircza, a od 1973 reaktywowanej gminy Bircza. W latach 1975–1998 należała administracyjnie do województwa przemyskiego. 1 stycznia 2024 odzyskała status miasta.
Od miejscowości bierze swoją nazwę tutejsze Nadleśnictwo z siedzibą w sąsiedniej Starej Birczy. Nieopodal Birczy znajduje się lotnisko i heliport Arłamów.
Według danych GUS z 1 stycznia 2024 r. miasto liczyło 986 mieszkańców, będąc 53. najludniejszym miastem w województwie.

## Nazwa miejscowości
Bircza stanowi przymiotnik dzierżawczy utworzony za pomocą przyrostka *-ja od nazwy osobowej Birek, wywodzącej się być może od bierać, birać, por. prasłowiańskie *birati a. *bьrati – „ujmować, chwytać, zabierać”, a także stanowiącej zdrobnienie imienia Biernat (Bernard). Podobny źródłosłów ma nazwa dwóch miejscowości o nazwie Biórków.
Inna etymologia węg. birka, co znaczy owca. Węgierskie pochodzenie nazwy związane jest z lokacją miejscowości na szlaku handlowym łączącym Polskę i Węgry.

## Części miasta
| SIMC    | Nazwa          | Rodzaj       |
| ------- | -------------- | ------------ |
| 0599008 | Błonie         | część miasta |
| 0599014 | Kamienna Górka | część miasta |
| 0599020 | Mielnicze      | część miasta |
| 0599037 | Wygon          | część miasta |

## Historia
Pierwsza wzmianka o Birczy pochodzi z 1188.

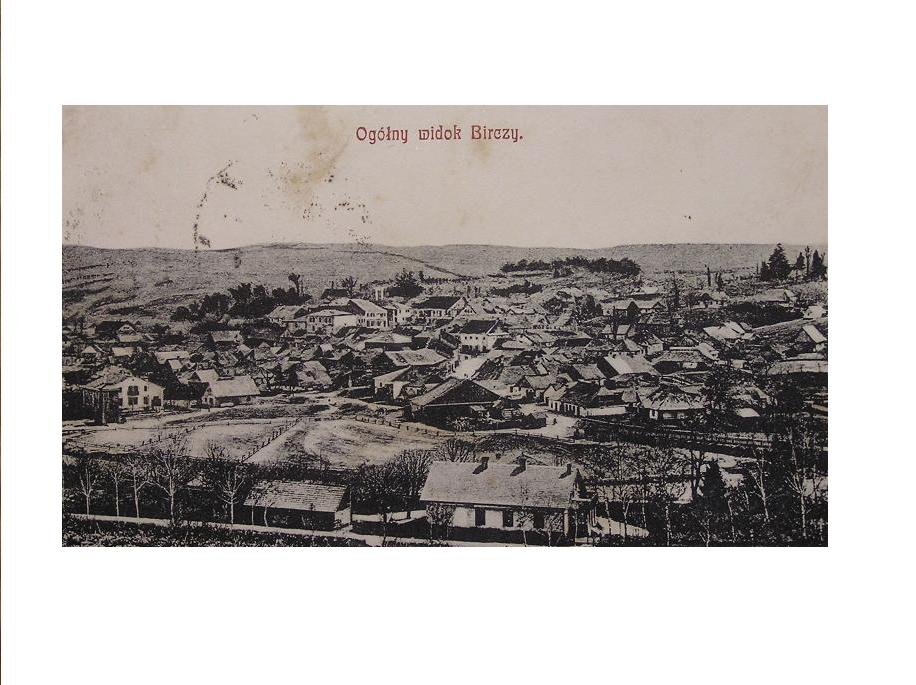
Widok Birczy około 1900 roku, w centrum zdjęcia widoczna Targowica

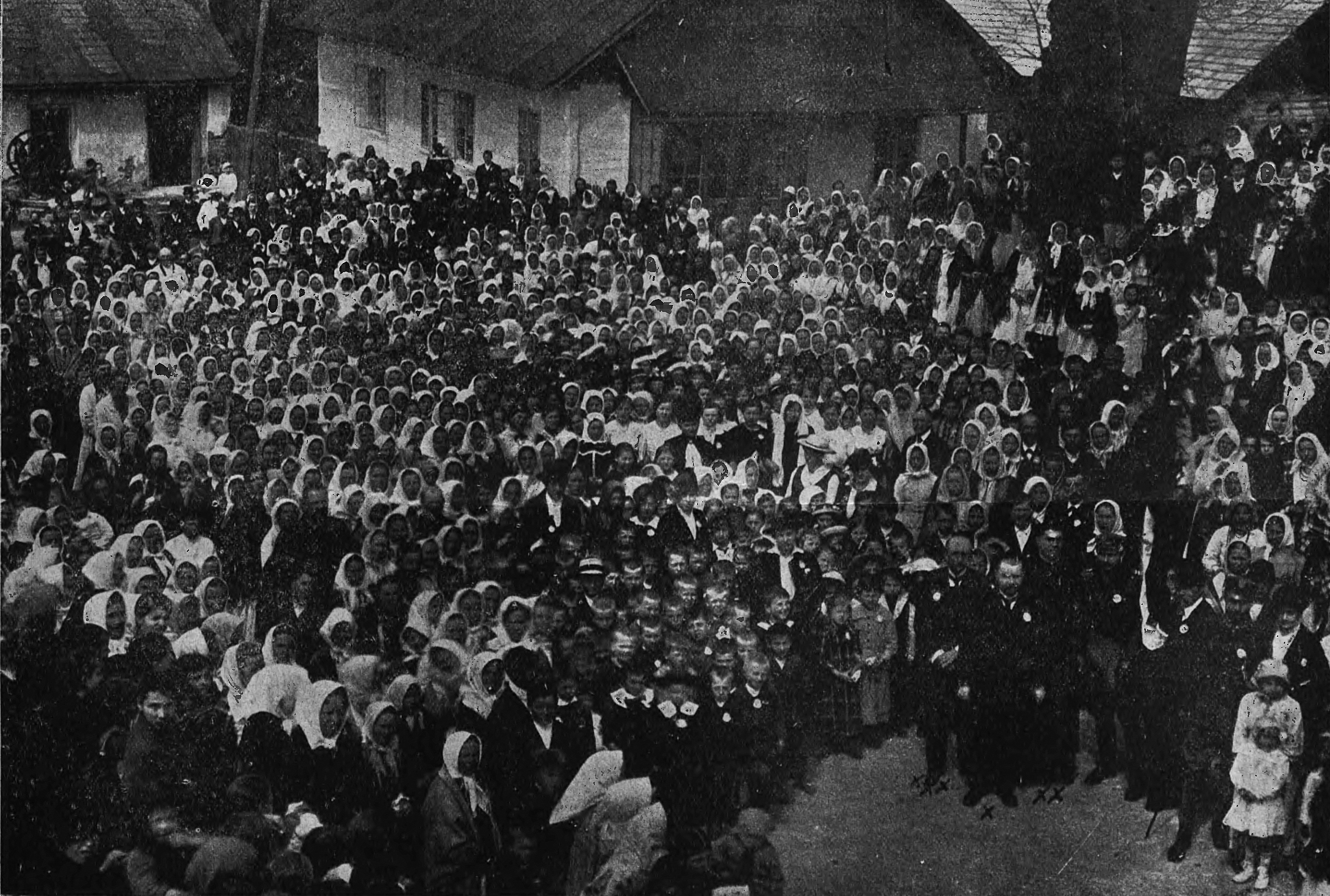
Obchody Święta Konstytucji 3 Maja w Birczy w 1917 r.

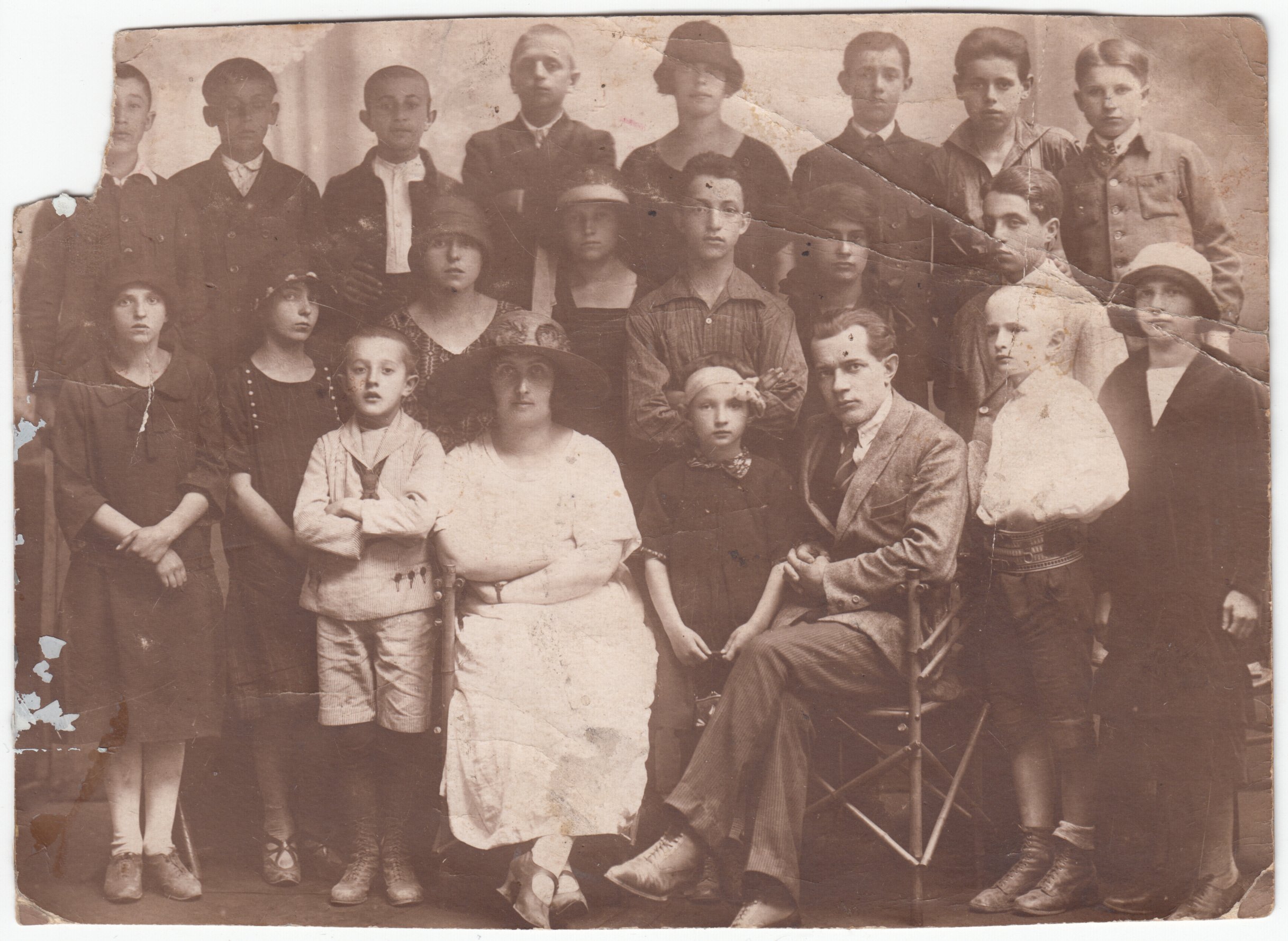
Uczniowie i nauczyciele szkoły powszechnej w Birczy w 1920 r.

Herb Birczy do roku 1945

Wieś prawa wołoskiego, położona była w pierwszej połowie XV wieku w ziemi przemyskiej województwa ruskiego. Właścicielami Birczy były rodziny: Balów, Bireckich, Drohojowskich, Humnickich, Błońskich, Łuczawskich i Kowalskich. Własność  Bartłomieja Bireckiego (Biereckiego) do około 1605, Krzysztofa Bireckiego (zm. 1633) i jego żony Elżbiety z Sienna. Do 1657 własność Gabriela Bireckiego, pisarza przemyskiego, następnie do 1664 własność jego zięcia, Marcina Ubysza.
W 2 poł. XVIII dziedzicem Birczy był Ignacy Adam Lewicki. W czasie zaboru austriackiego w latach 1773–1782 należała do cyrkułu samborskiego (okręg Lisko), w latach 1782–1819 do cyrkułu liskiego, następnie do cyrkułu sanockiego.
W 1846, podczas powstania krakowskiego, właściciel Birczy - Kowalski uzbroił służbę i urzędników dworskich w broń palną i najechał na okoliczne wsie, gdzie gromadzili się zbuntowani chłopi. Przywódców buntu zamknął w dworskim lochu. Posłał po pomoc do starosty Ostermana z prośbą o wsparcie wojskowe. Następnie wystawił szubienice, na których miał powiesić więzionych chłopów. Egzekucji rabantów galicyjskich "Szela-manów" zapobiegło przybycie oddziału austriackiego.
W maju 1848 powstała w Birczy dekanalna Rada Ruska, podlegająca Głównej Radzie Ruskiej. Działała do 1851.
W połowie XIX wieku właścicielem posiadłości tabularnych w Bierczy i Bierczy Starej (pisownia oryginalna) był Adam Kowalski.
Od 1850 do lipca 1876 była siedzibą urzędu powiatowego, podlegającego cyrkułowi sanockiemu, a włączonego 30 września 1876 do powiatu dobromilskiego. Od tego roku była siedzibą starostwa birczańskiego, o powierzchni 15 mil kwadratowych, liczącego 52 322 mieszkańców i 96 osad, w tym 91 gmin.
W marcu 1933 roku w budynku sądu grodzkiego w Birczy wybuchł pożar, który strawił sąsiednie budynki urzędów pocztowego i notarialnego  oraz jedną z pierzei Rynku.
11 i 12 września 1939 w rejonie Birczy 11 Karpacka Dywizja Piechoty pod dowództwem płk. dypl. Bronisława Prugar-Ketlinga i 24 Dywizja Piechoty (w tym 17 pułk piechoty im. „Ziemi Rzeszowskiej” pod dowództwem płk. dypl. Beniamina Kotarby) stoczyła ciężkie walki obronne z niemiecką 2 DGór., wycofując się następnie przez Dynów pod Przemyśl.
Do 1939 gmina Bircza, powiat dobromilski, województwo lwowskie, w Birczy mieściła się siedziba sądu powiatowego wraz z ewidencją katastru podatku gruntowego, podlegał on pod sąd okręgowy w Sanoku. W latach 1940–1941 siedziba radzieckiego rejonu birczańskiego w składzie obwodu drohobyckiego, w latach 1941–1944 siedziba Landgemeinde Bircza w Landkreis Przemysl. Po wojnie do 18 sierpnia 1945 roku Bircza ponownie należała do województwa lwowskiego.
Podczas okupacji hitlerowskiej, w czerwcu 1941 Niemcy utworzyli getto dla żydowskich mieszkańców. Przebywało w nim około 1500 Żydów. Podczas likwidacji getta w grudniu 1943 roku część została zamordowana w egzekucjach na Kamiennej Górze, na górze Wierzysko,  a pozostałych wywieziono do getta w Przemyślu.
31 lipca 1944 miejscowość została zdobyta przez Armię Czerwoną.
Od sierpnia 1945 stacjonował w Birczy garnizon wojskowy w sile najczęściej wzmocnionego batalionu piechoty, zmieniający się co dwa miesiące. Do 9 grudnia 1945 w Birczy stacjonowały 2 i 3 batalion 28 pp oraz batalion zbiorczy z 17 DP. Później do końca stycznia stacjonował tu 2 batalion 26 pp, następnie do 4 kwietnia 1946 2 batalion 30 pp. Następnie przez cały rok, do 4 kwietnia 1947, stacjonowały tutaj na przemian 1 i 2 batalion 28 pp, z wyjątkiem okresu od 20 lipca do 13 września 1946, kiedy garnizon tworzył oddział KBW.
W latach 1945–1946 miały miejsce 3 ataki UPA na Birczę (I, II i III) w których zginęło kilkudziesięciu mieszkańców Birczy, żołnierzy LWP i funkcjonariuszy MO, ORMO i UB. O tych tragicznych wydarzeniach przypomina pomnik wzniesiony dla upamiętnienia żołnierzy Wojska Polskiego, Wojska Ochrony Pogranicza, Korpusu Bezpieczeństwa Wewnętrznego i funkcjonariuszom Milicji Obywatelskiej, Służby Bezpieczeństwa, Ochotniczej Rezerwy Milicji Obywatelskiej poległym w walce z faszystowskimi bandami Ukraińskiej Powstańczej Armii w latach 1944–1947. Na tablicy pamiątkowej napisane też jest Żywi to pamiętają. Żywi dziś czuwają. Na górze pomnika widnieje biały orzeł w złotej koronie (koronę dodano w latach 90. XX wieku).
W latach 1954–1972 wieś należała i była siedzibą władz gromady Bircza, a od 1973 – gminy Bircza.
Postanowieniem z 31 maja 1976 w uznaniu bohaterskiej postawy mieszkańców Birczy w walkach o wyzwolenie ojczyzny i utrwalanie władzy ludowej Rada Państwa nadała miejscowości Bircza Order Krzyża Grunwaldu III klasy. Uroczystości w Birczy odbyły się 17 lipca 1976.

## Organizacja miasta

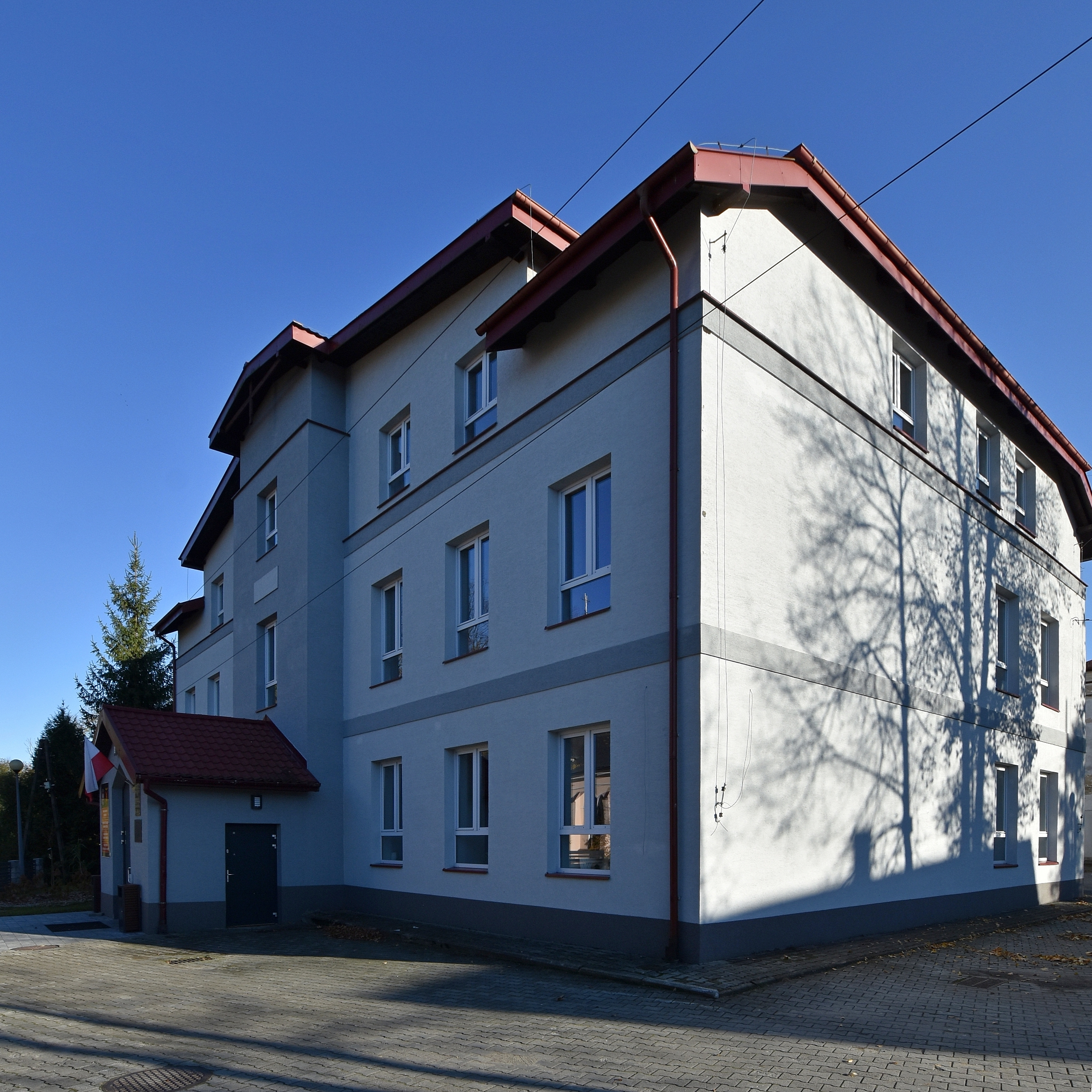
Urząd Miasta i Gminy
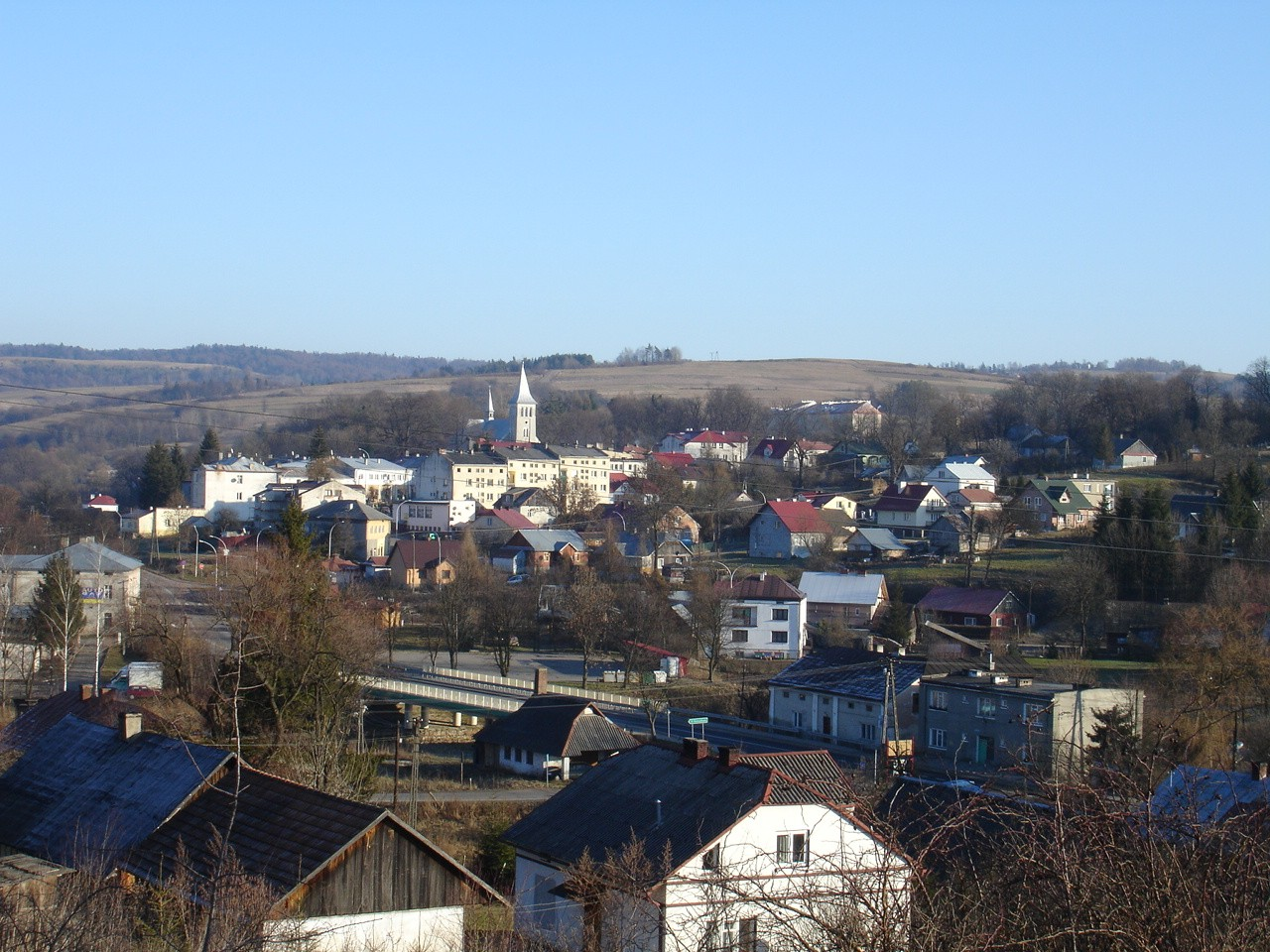
Widok ogólny
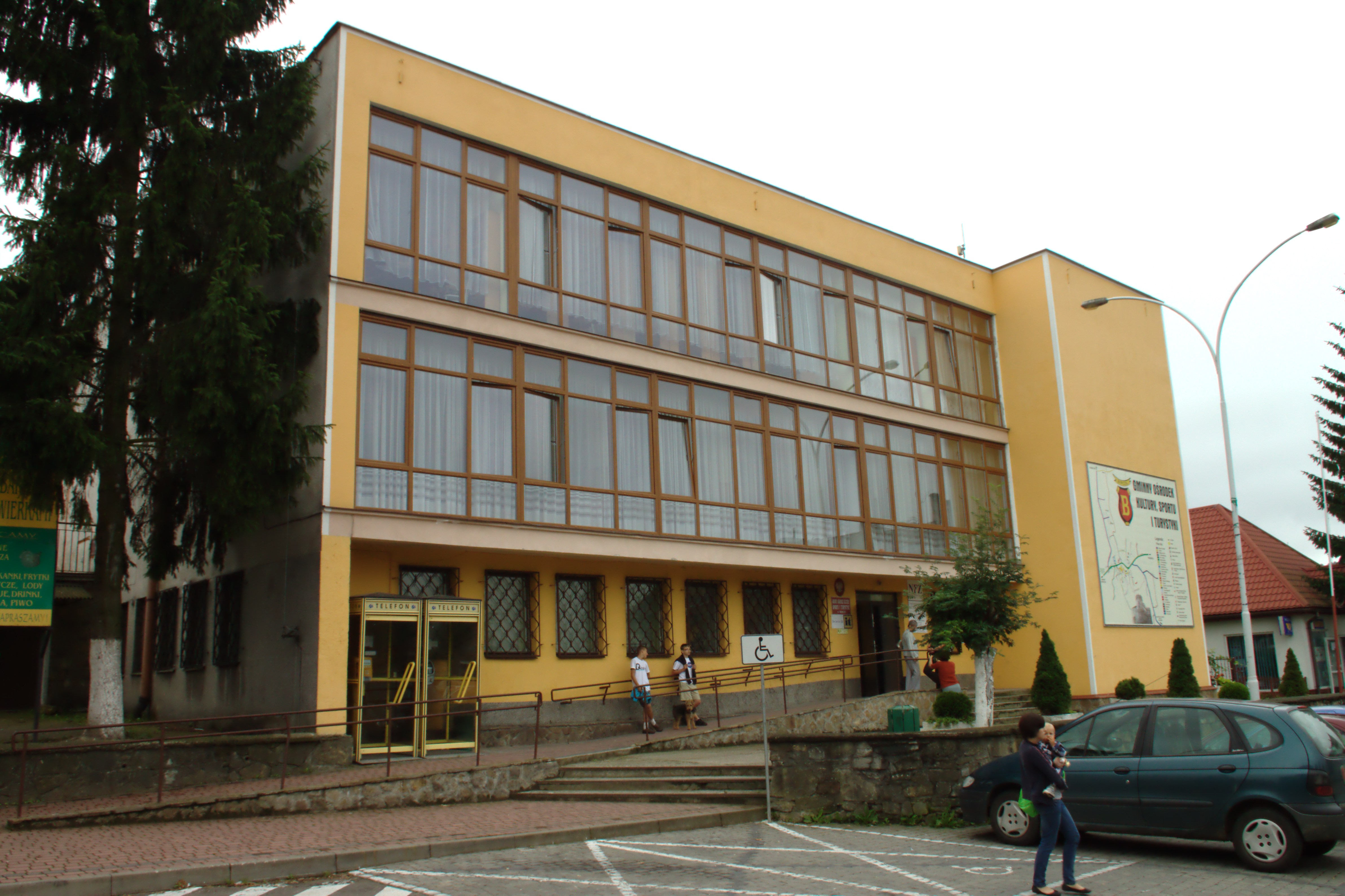
Centrum sportu i turystyki

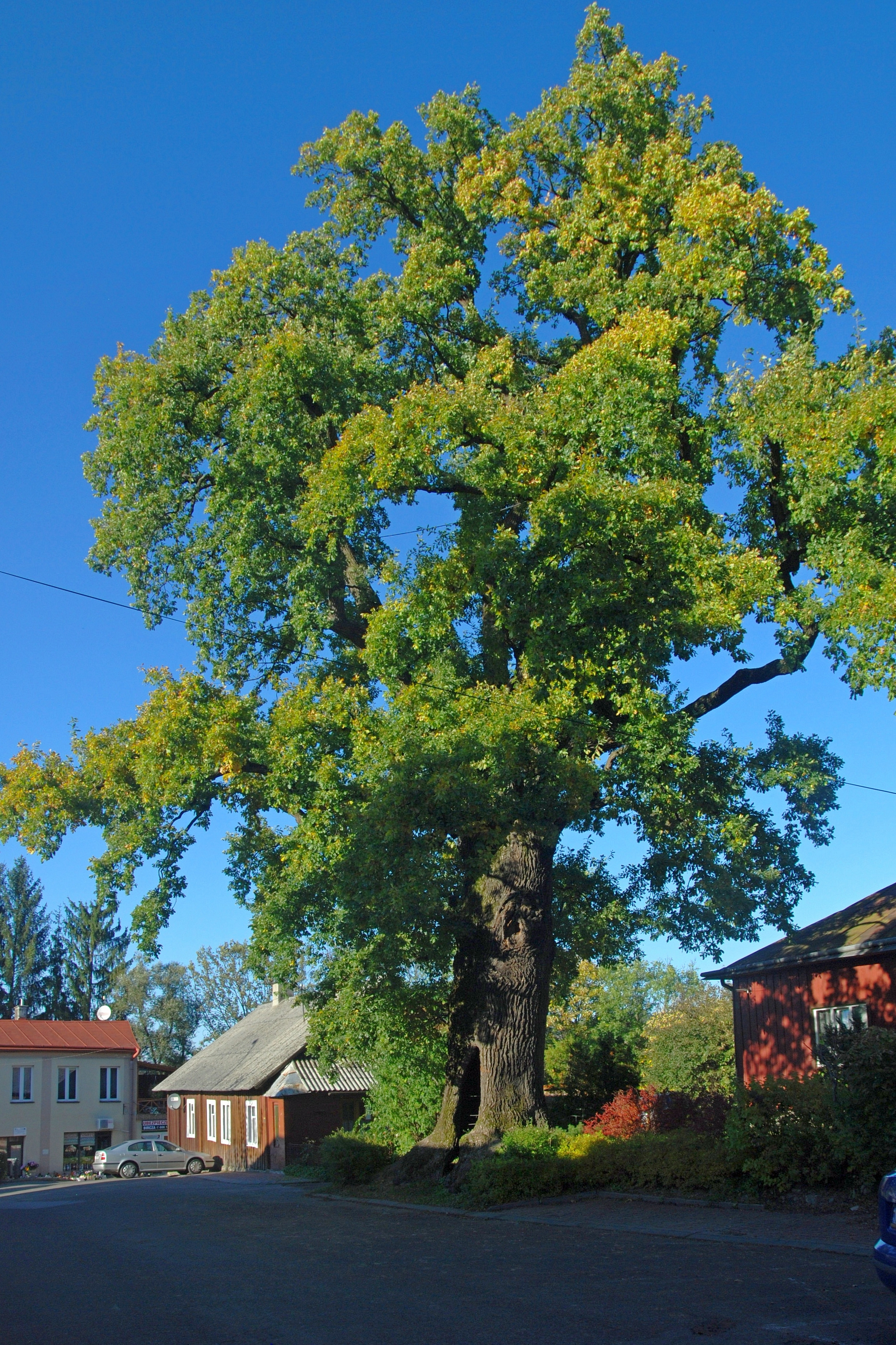
100 letni dąb, pomnik przyrody

W centrum znajduje się rynek, przez który na ukos przechodził dawny trakt handlowy z Sanoka. Kierował się on następnie na wschód, w stronę pałacu (dawniej obronnego zamku). Przed zamkiem trakt rozdwajał się – jeden prowadził w kierunku Przemyśla, drugi na południe, w kierunku Kamiennej Górki, a potem na Węgry (trakt węgierski). Od traktu przemyskiego zaraz za zamkiem oddzielała się odnoga do Dobromila.
Rynek jest regularny, prostokątny. Z czterech rogów rynku wychodziły cztery ulice. Od powstania miasteczka aż do 1941 istniały też w Birczy trzy etniczne dzielnice:
- polska – wschodnia część rynku, z kościołem w centrum dzielnicy (kościół znajdował się w innym miejscu niż obecnie – na działce z wielkim dębem)
- ruska – zachodnia i południowa część rynku, z cerkwią w centrum dzielnicy (cerkiew „na pagórku”)
- żydowska – północna część rynku (z synagogą (później dodatkowo z domem modlitwy), domem rabina i mykwą).

## Handel
Artykułami spożywczymi i przemysłowymi handlowano na Rynku i w otaczających rynek budynkach. Wyjątkiem był handel żywcem, odbywający się na specjalnym placu poniżej miasteczka, nad rzeką, zwanym Targowicą.
Od lokacji miasta w 1464 targi miejskie odbywają się w każdą środę, natomiast jarmarki od lokacji miasta do września 1939 odbywały się 2 stycznia, 23 kwietnia, 14 lipca i 14 października.

## Cmentarz
Zmarłych Polaków i Rusinów chowano dawniej odpowiednio wokół kościoła lub cerkwi. Cmentarz komunalny (obecnie nazywany „Starym Cmentarzem”) utworzono pod koniec XVIII wieku. Brak informacji, kiedy utworzono cmentarz żydowski (najstarsza odczytana inskrypcja z 1808).
Cmentarz komunalny („Nowy”) został utworzony w 1945.
Na cmentarzu w Birczy zostali pochowani powstańcy styczniowi: Józef Baranowicz, Kazimierz Łodzia Czarniecki, Wilhelm Loffler, Jan Rawski.

## Zabytki
- Pałac w Birczy wraz z parkiem

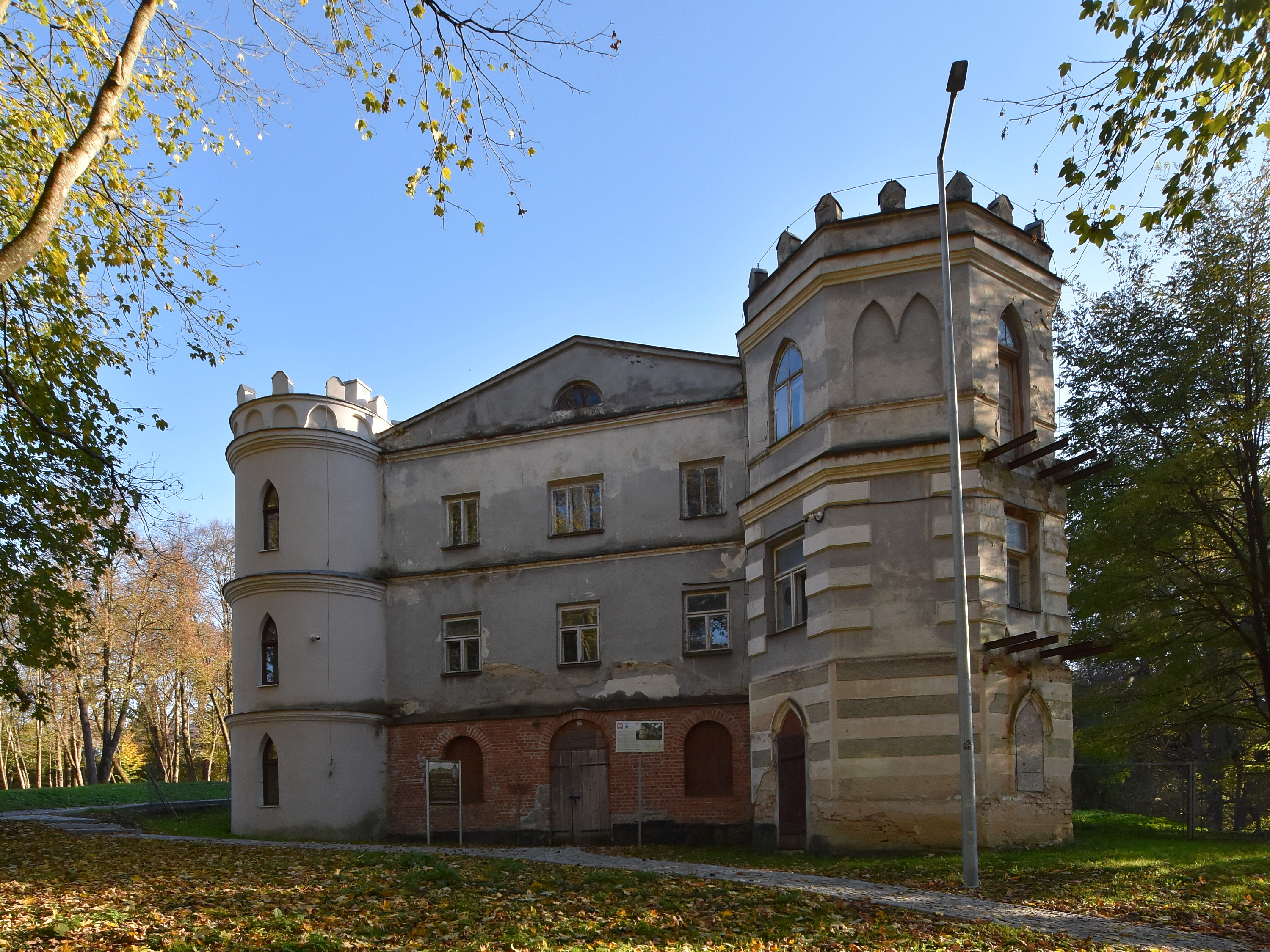
Pałac w Birczy

- Kościół św. Stanisława Kostki z 1923
- Plebania z 1926 roku
- Kapliczka św. Jana Nepomucena z początku XIX w.
- Kaplica cmentarna rodziny Kowalskich, prawdopodobnie z 1847
- Cmentarz żydowski (najstarsza odczytana inskrypcja pochodzi z 1808)
- Pozostałości sowieckiej bazy wojskowej z 1940 (późniejszy POM)
- Ochronka Zakonnic

## Demografia
- 1589 – 49 domów, 245 mieszkańców.
- 1785 – 140 osób wyznania greckokatolickiego, 200 rzymskokatolickiego i 160 mojżeszowego
- 1840 – 272 grekokatolików (brak danych o innych wyznaniach)
- 1859 – 239 grekokatolików (jw.)
- 1879 – 339 grekokatolików (jw.)
- 1890 – 715 rzymskich katolików, 291 grekokatolików, 989 mojżeszowego
- 1921 – 1929 mieszkańców i 247 domów – 1038 żydów, 590 rzymskich katolików, 297 grekokatolików
- 1926 – 421 grekokatolików (brak danych o innych wyznaniach)
- 1929 – 1929 mieszkańców
- 1938 – 372 grekokatolików (jw.)
- 1939 – 770 rzymskich katolików, 370 grekokatolików, 1150 mojżeszowego
- 1944 – 800 Polaków i 260 Ukraińców
- 1997 – 1127 osób
- 2006 – 1075 osób

## Wspólnoty wyznaniowe

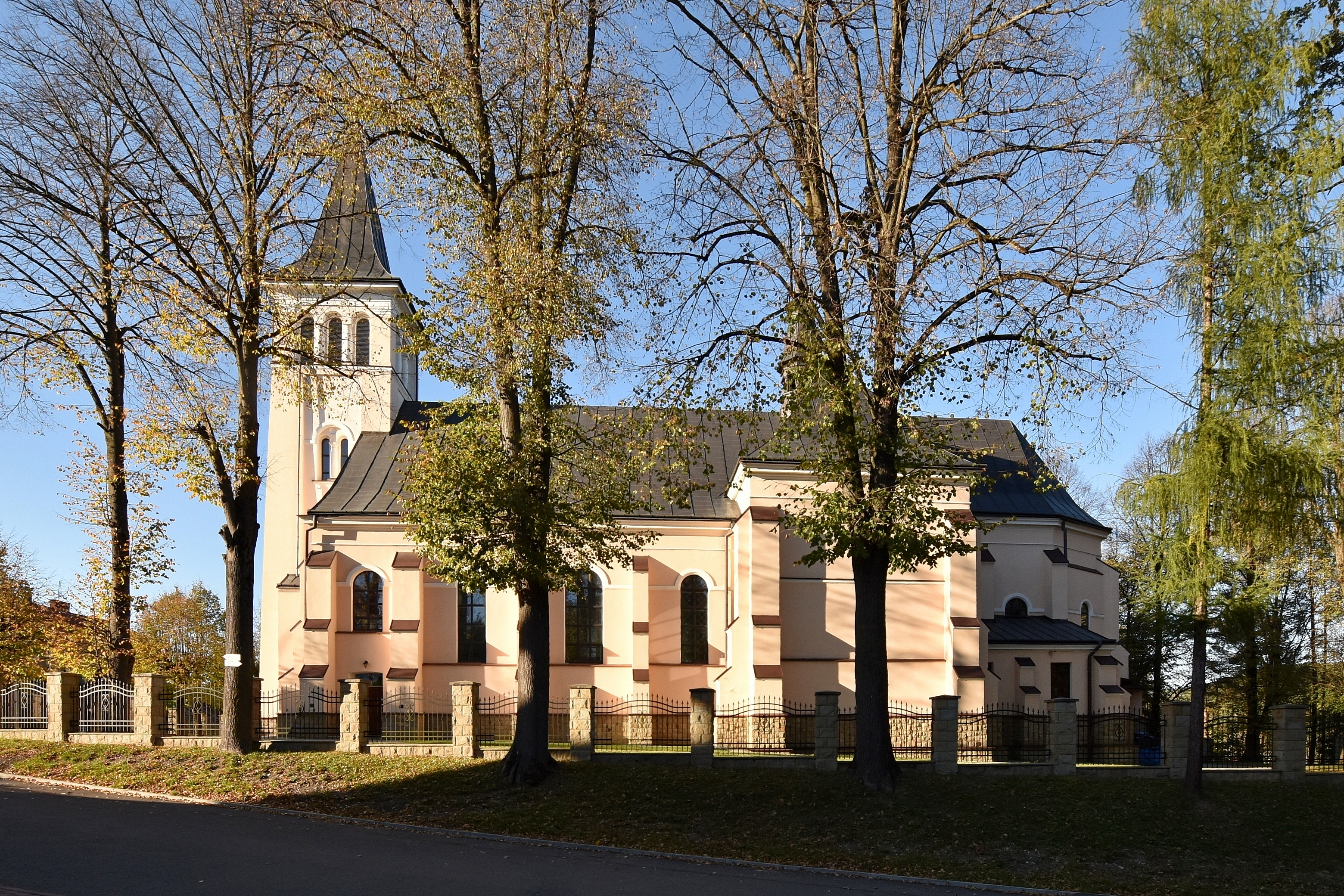
Rzymskokatolicki kościół parafialny w Birczy

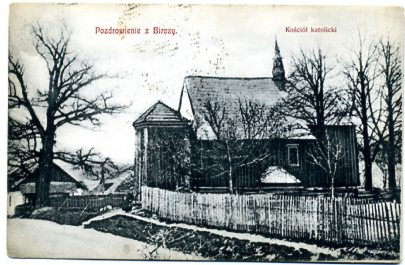
Stary kościół w Birczy

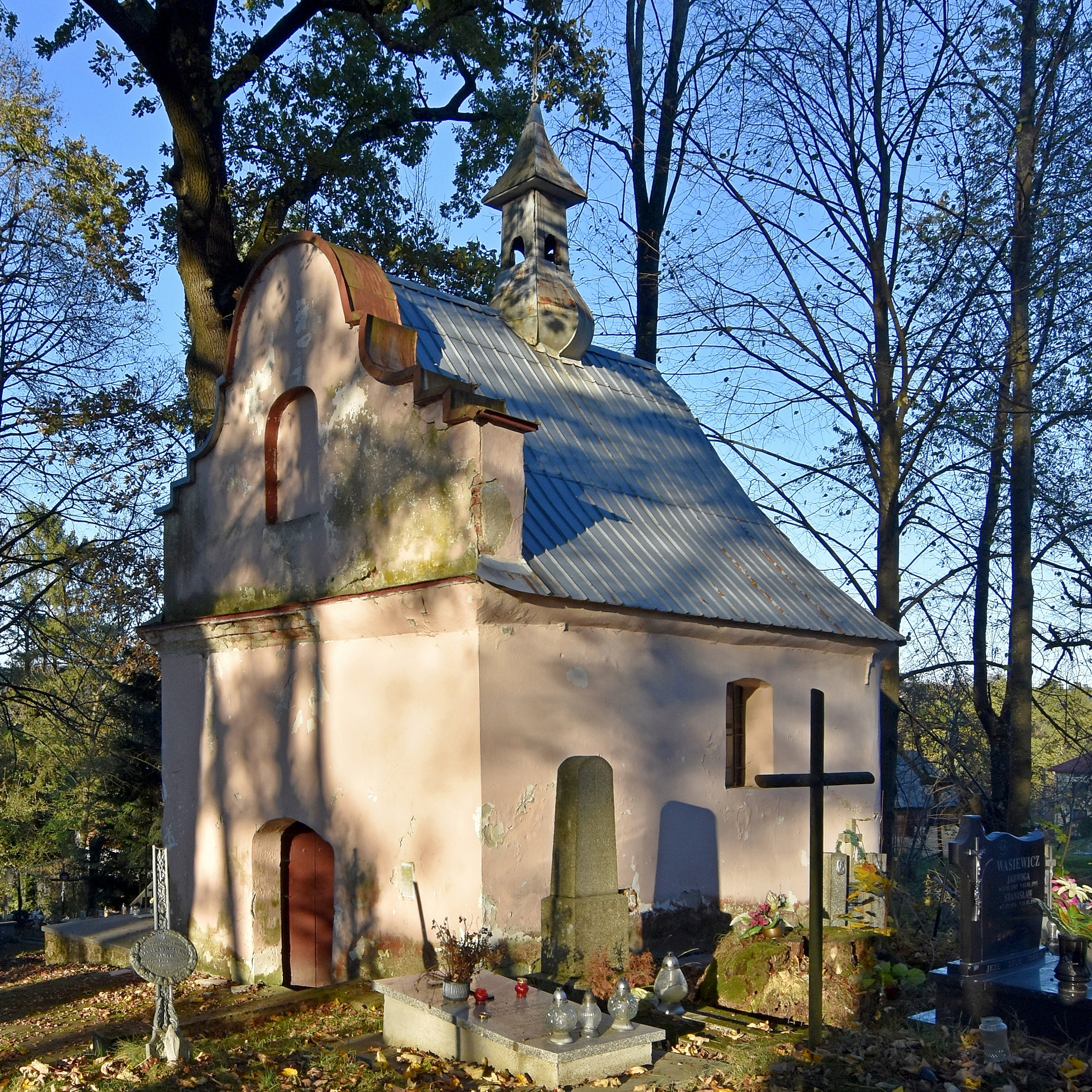
Kaplica grobowa Kowalskich

### Wyznawcy prawosławia
W Birczy istniała parafia prawosławna, przypuszczalnie do roku 1692, kiedy to cała diecezja przemyska przyłączyła się do Unii. W 1956 planowano utworzyć w Birczy powtórnie parafię prawosławną, jednak z nieznanych przyczyn nie doszło to do skutku.

### Katolicy obrządku greckiego
- Osobny artykuł: Greckokatolicka parafia w Birczy.
- Osobny artykuł: Greckokatolicki dekanat birczański.

### Katolicy obrządku łacińskiego
Współczesny rzymskokatolicki dekanat birczański obejmuje parafie: Bircza, Borownica, Kuźmina, Leszczawa Dolna, Lipa, Olszany, Sufczyna.
Parafia rzymskokatolicka w Birczy pw. św. Stanisława Kostki obsługuje miejscowości: Bircza, Stara Bircza, Nowa Wieś, Korzeniec, Boguszówka, Wola Korzeniecka, Łodzinka Górna, Łodzinka Dolna. Kościół filialny w Rudawce obsługuje miejscowości Rudawka i Kotów.
- Osobny artykuł: Dekanat Bircza.

### Wyznawcy judaizmu

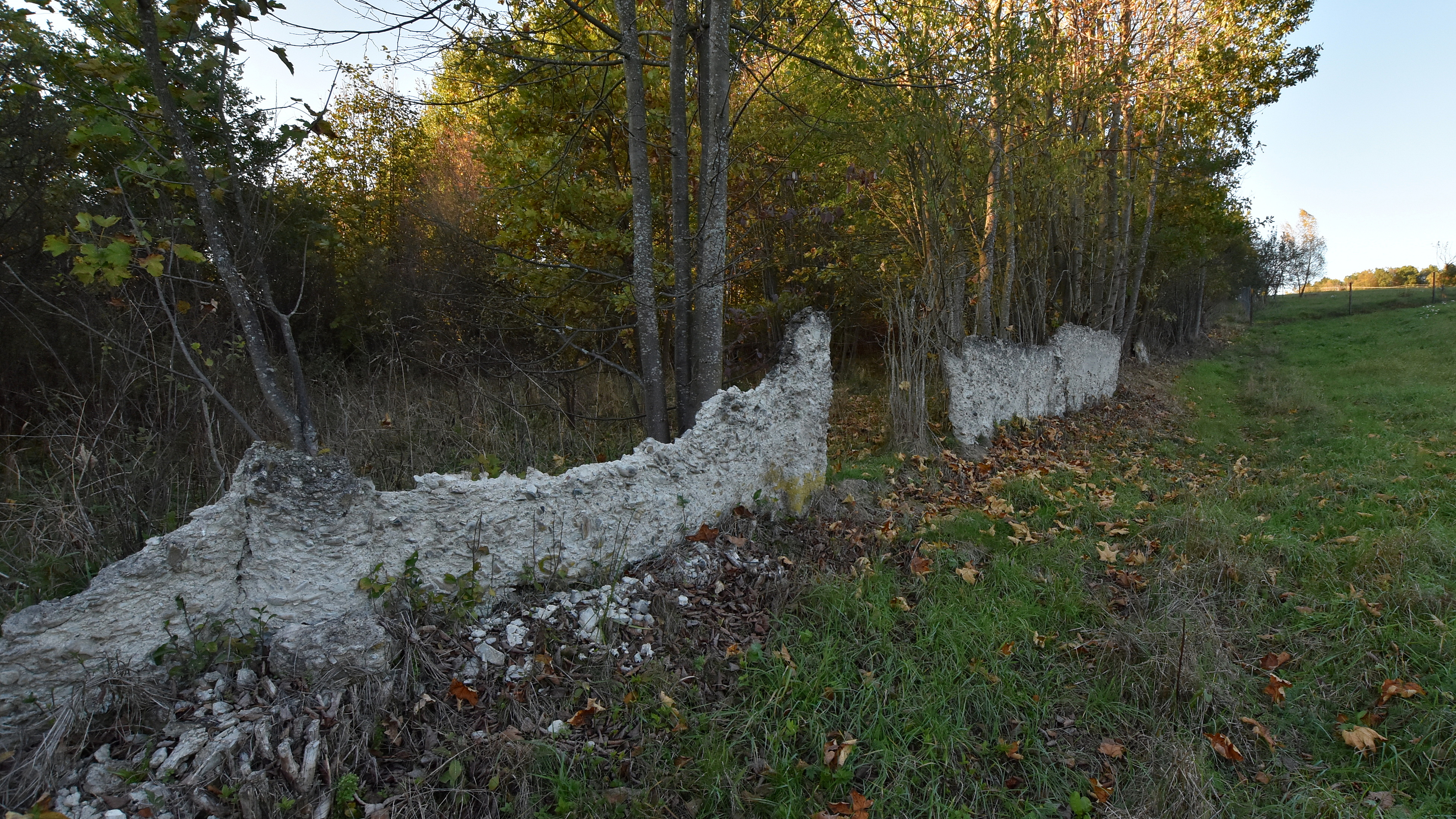
Kirkut

Obecność Żydów odnotowano po raz pierwszy w 1570. W połowie XIX wieku rabinem w Birczy był Szmuel Szapiro, syn cadyka Elimelecha z Dynowa. W 1870 birczańska gmina wyznaniowa liczyła 528 Żydów, a w 1900 już 2063. W samej Birczy Żydzi stanowili wówczas 50,7% ogółu mieszkańców a w 1921 – 54% mieszkańców, w tym czasie mieli do dyspozycji trzy domy modlitwy – do chwili obecnej nie zachował się żaden. W okresie międzywojennym działało Stowarzyszenie Rękodzielników Żydowskich „Jad Charuzim”, kasa kredytowa Gemilas Chesed oraz Korporacja Kupiecka.
W 1881 Namiestnictwo we Lwowie odnotowało na terenie Galicji szereg wystąpień antysemickich, w tym w Birczy.
W 1941 na terenie Birczy utworzone zostało getto, w którym zgromadzono ludność żydowską z całej okolicy. W lipcu 1942 na pobliskiej Kamiennej Górce stracono w egzekucjach ponad 800 mieszkańców birczańskiego getta. Resztę ludności żydowskiej wysłano do obozu zagłady Belzec. Cmentarz żydowski położony jest obok cmentarza komunalnego. Znajduje się na nim 70 nagrobków – na najstarszym zachowała się data 1808.

### Świadkowie Jehowy
Świadkowie Jehowy: zbór Bircza (Sala Królestwa)

## Ochotnicza Straż Pożarna
W Birczy działa Ochotnicza Straż Pożarna, powstała w roku 1884. W 1890 naczelnik Ochotniczej Straży Pożarnej w Przemyślu utworzył z komend OSP w Dobromilu, Niżankowicach, Krasiczynie, Birczy i Radymnie Okręgowy Związek Straży Pożarnych w Przemyślu.

### Komendanci OSP w Birczy
- Neuman Kumasberg (1884)
- Stanisław Szuber (1929)
- Andrzej Atamańczuk (obecnie)

## Sport
W Birczy działa klub sportowy BKS Leśnik Bircza, posiadający własny stadion i halę sportową.
W pobliżu stadionu znajduje się strzelnica sportowa.
W parku przy Zespole Szkół w Birczy umiejscowiona jest sala gimnastyczna.

## Turystyka
Na południe od Birczy powstał Park Krajobrazowy Pogórza Przemyskiego, w przyszłości jest planowane utworzenie Turnickiego Parku Narodowego.

### Piesze szlaki turystyczne
- (Przemyśl – Sanok, 75 kilometrów długości): Przemyśl (ul. Waygarta – Oddział PTTK) – Zielonka – Wapielnica /394/ – Helicha /420/ – Rokszyce – Brylińce – Kopystańka /541 / – Łodzinka – Chomińskie – Bircza – Kamienna Górka – Leszczawa Górna – Bziana /574/ – Roztoka – Poręba /618/ – Zawadka – Rakowa – Słonny Wierch Wschód /668/ – Przysłup /658/ – Słonna /639/ – Słonny Wierch Zachód /668/ – Orli Kamień /518/ – Sanok
- (Bircza – skrzyżowanie ze szlakiem niebieskim, 19 kilometrów długości): Bircza – Łomna – Trójca – Cień/561/ – skrzyżowanie za szlakiem niebieskim przy drodze Jureczkowa – Makowa

### Rowerowe szlaki turystyczne
- Bircza – Sufczyna – Huta Brzuska – Krzeczkowa – Olszany – Krasiczyn – Przemyśl
- Bircza – Leszczawa Dln. – Łomna – Trójca – Łodzinka – Huta Łodzińska – Krępak – Bircza
- Bircza – Malawa – Lipa – Jawornik Ruski – Żohatyn – Dąbrówka Starzeńska – Dynów
- Bircza – Rudawka – Kotów – Piątkowa – Iskań – Sufczyna
- Przemyśl – Prałkowce – Zalesie – Brylińce – Cisowa – Łodzinka – Bircza

## Znane osoby związane z miasteczkiem
- Jan Baraś-Komski – polski malarz,
- Hiob Borecki – prawosławny metropolita kijowski w latach 1620-1631,
- Zofia Elżbieta Kalinowska – polski naukowiec, farmaceutka, profesor farmakognozji i toksykologii weterynaryjnej, doktor filozofii, doctor honoris causa Akademii Medycznej w Lublinie, poliglotka, społecznik,
- Zygmunt Kusiak – przed II wojną światową kierownik szkoły powszechnej w Birczy, podporucznik rezerwy taborów Wojska Polskiego, ofiara zbrodni katyńskiej.

Honorowi obywatele miasta Bircza
- Aleksander Janicki von Rola
- Henryk Janiszewski (1891, c.k. sędzia powiatowy w Birczy)[37]
- Stanisław von Kowalski (1893, generał, właściciel Birczy)[38]
- Włodzimierz Gudzio (1893, wieloletni dyrektor szkoły w Birczy)[38]
- Mieczysław Paszkudzki (około 1897)[39]

## Panoramy Birczy

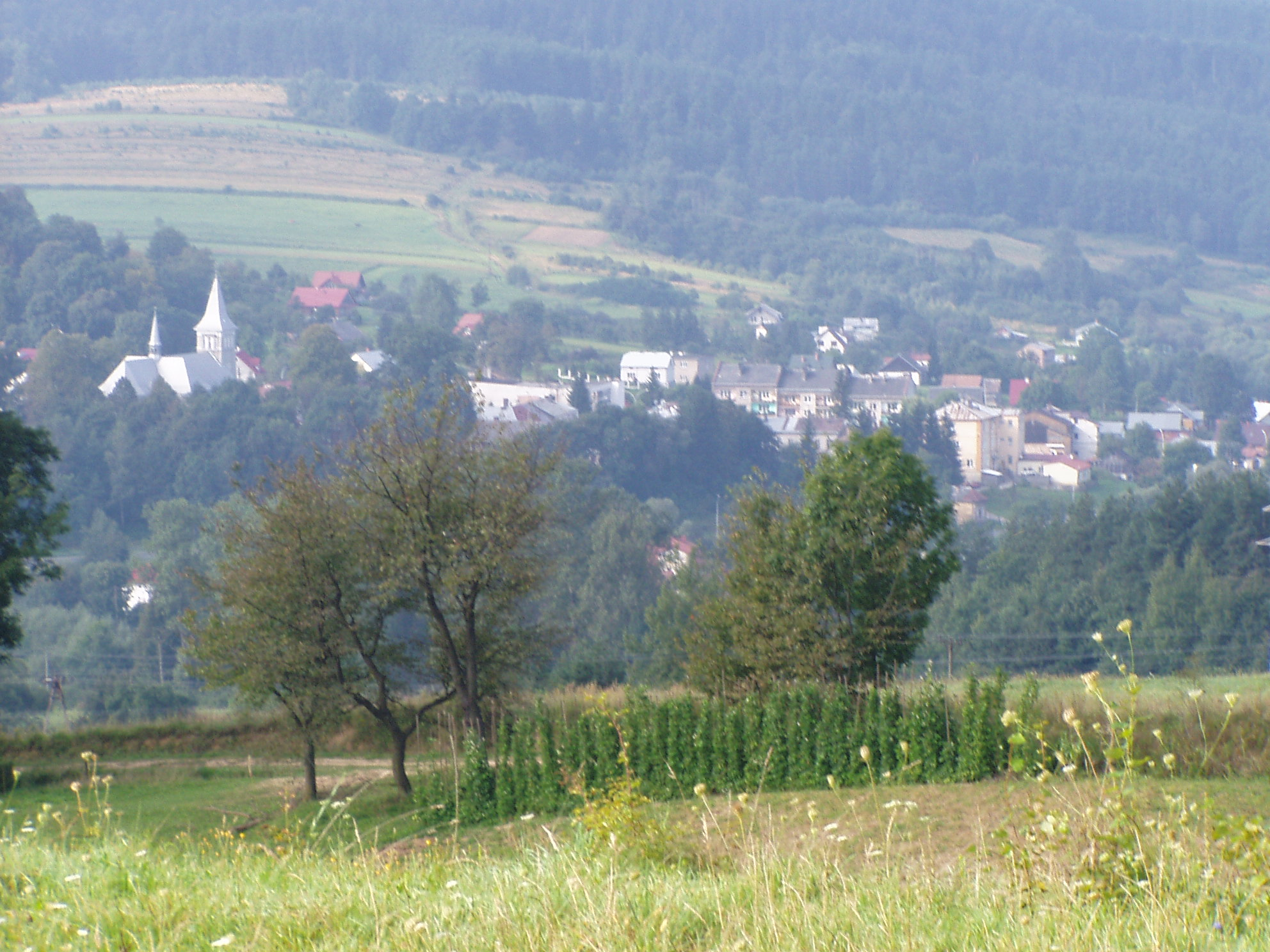
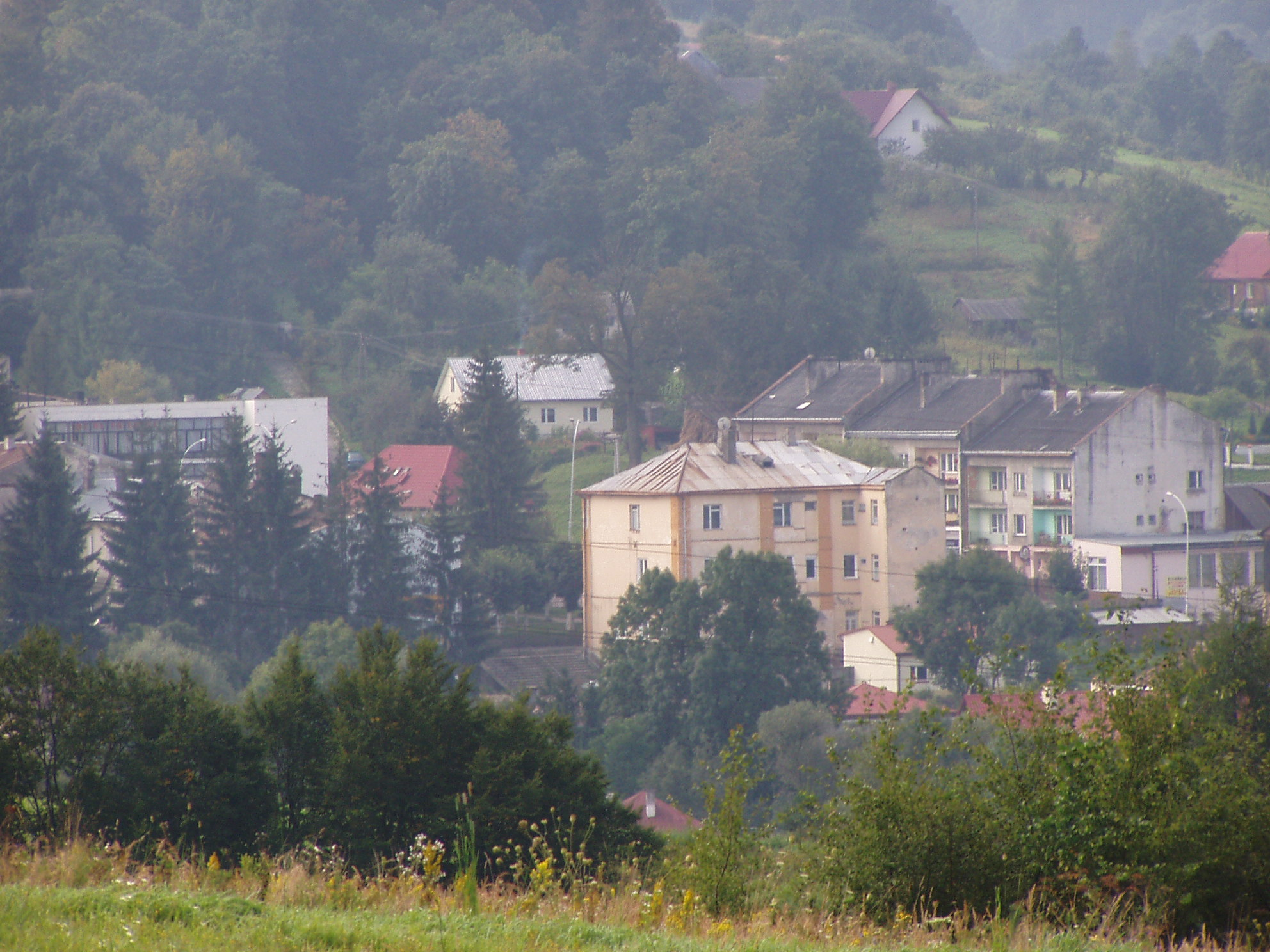
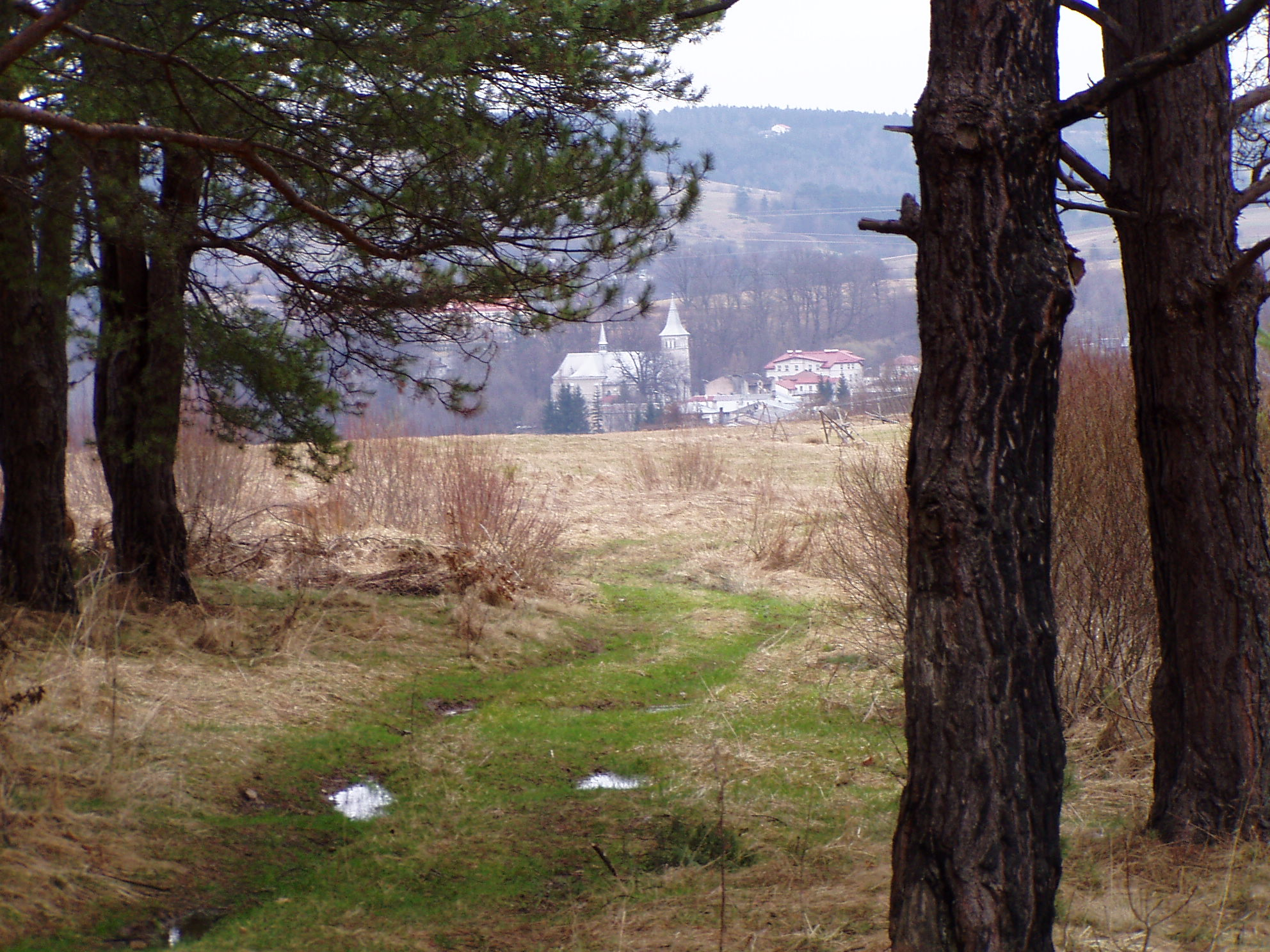
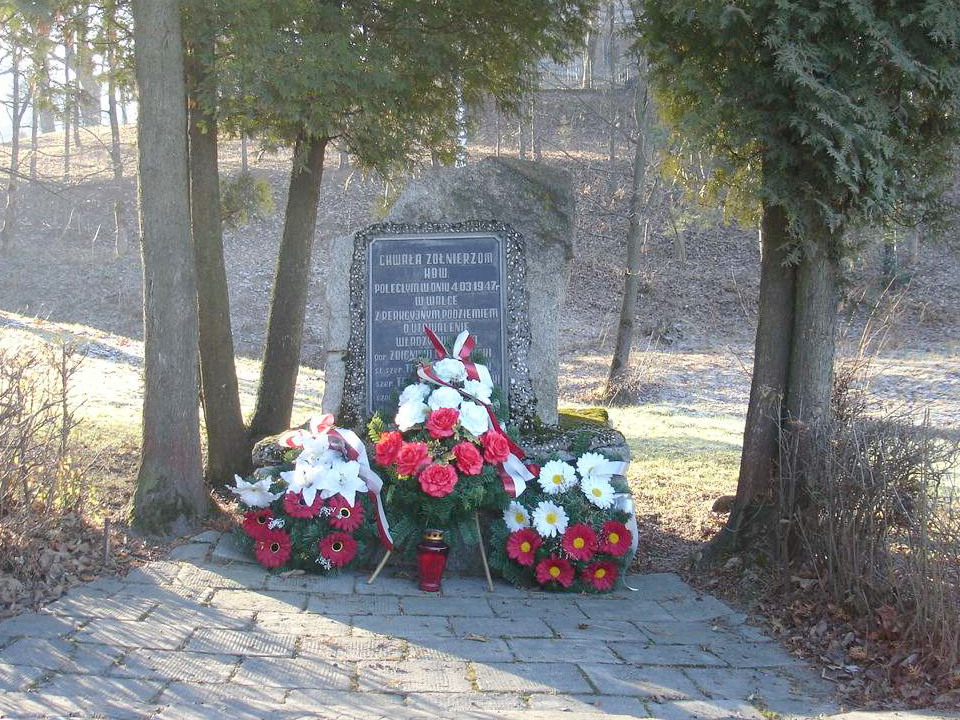
Pomnik żołnierzy KBW (rozebrany 11 lipca 2019[40])